# Iris (mitologie)

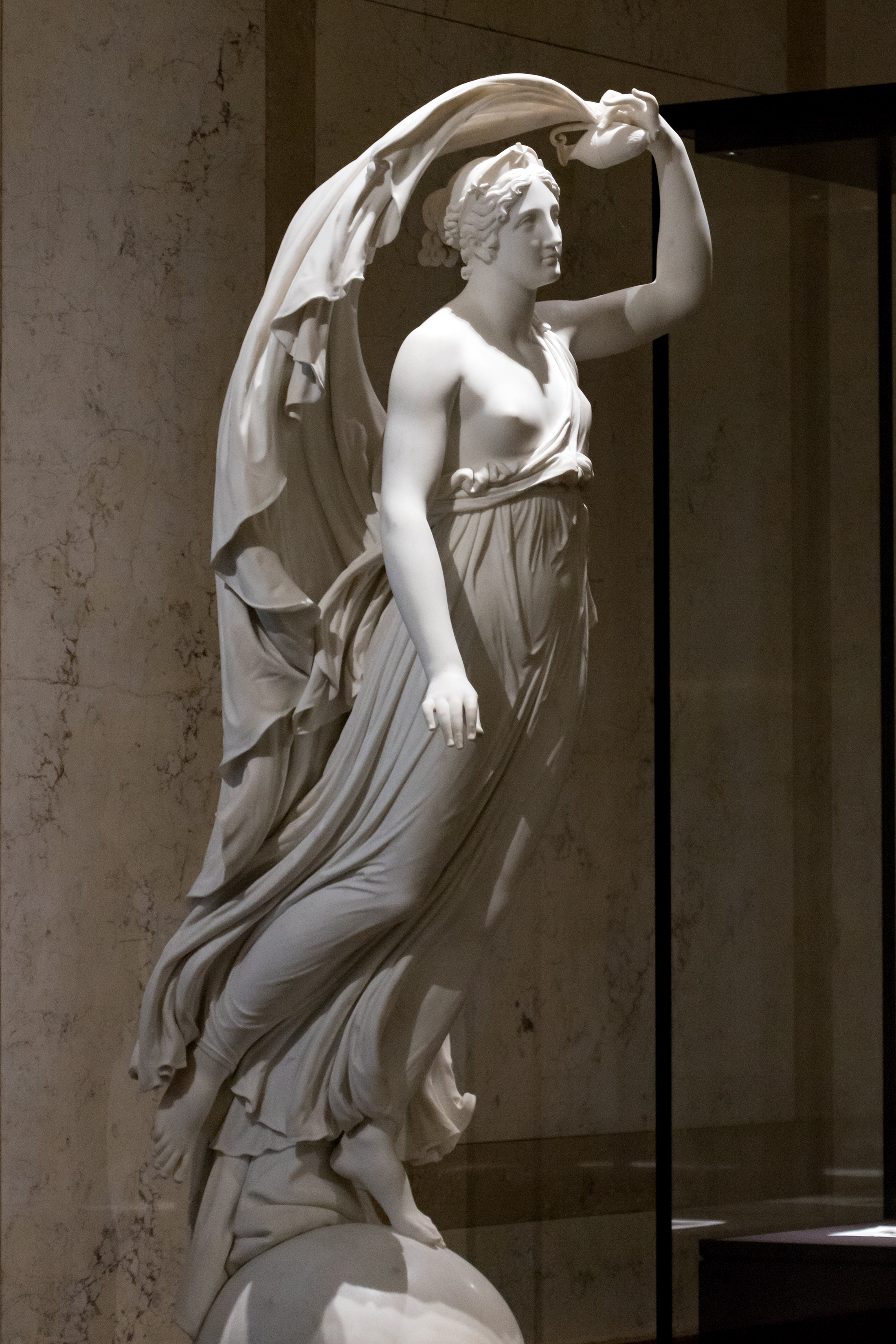
Iris, Muzeul de Istorie a Artei din Viena

Zeița Iris a fost zeița mesageră a curcubeului în mitologia greacă fiica lui Thaumas și a oceanidei Electra și soră cu Harpiile.

## Mitologie
Reprezentată ca tânără fecioară cu aripi de aur, Iris este sluga personală a zeiței Hera și curiera specială a acesteia și a lui Zeus din ordinul căruia cară apă din Styx cu ulciorul, adormindu-i cu această apă pe sperjuri.
Ca simbol personificat al curcubeului, era considerată mesageră între zei și oameni: penetrând bolta cerească, Iris dădea la o parte în fiecare seară perdeaua ce o acoperea, făcând să apară stelele.
Totuși, fidelitatea tinerei mesagere se curmă când ea este obligată să abată atenția stăpânei sale Hera de la momentul nașterii lui Apollo, de către Leto.